# 1000-km-Rennen von Monza 1974

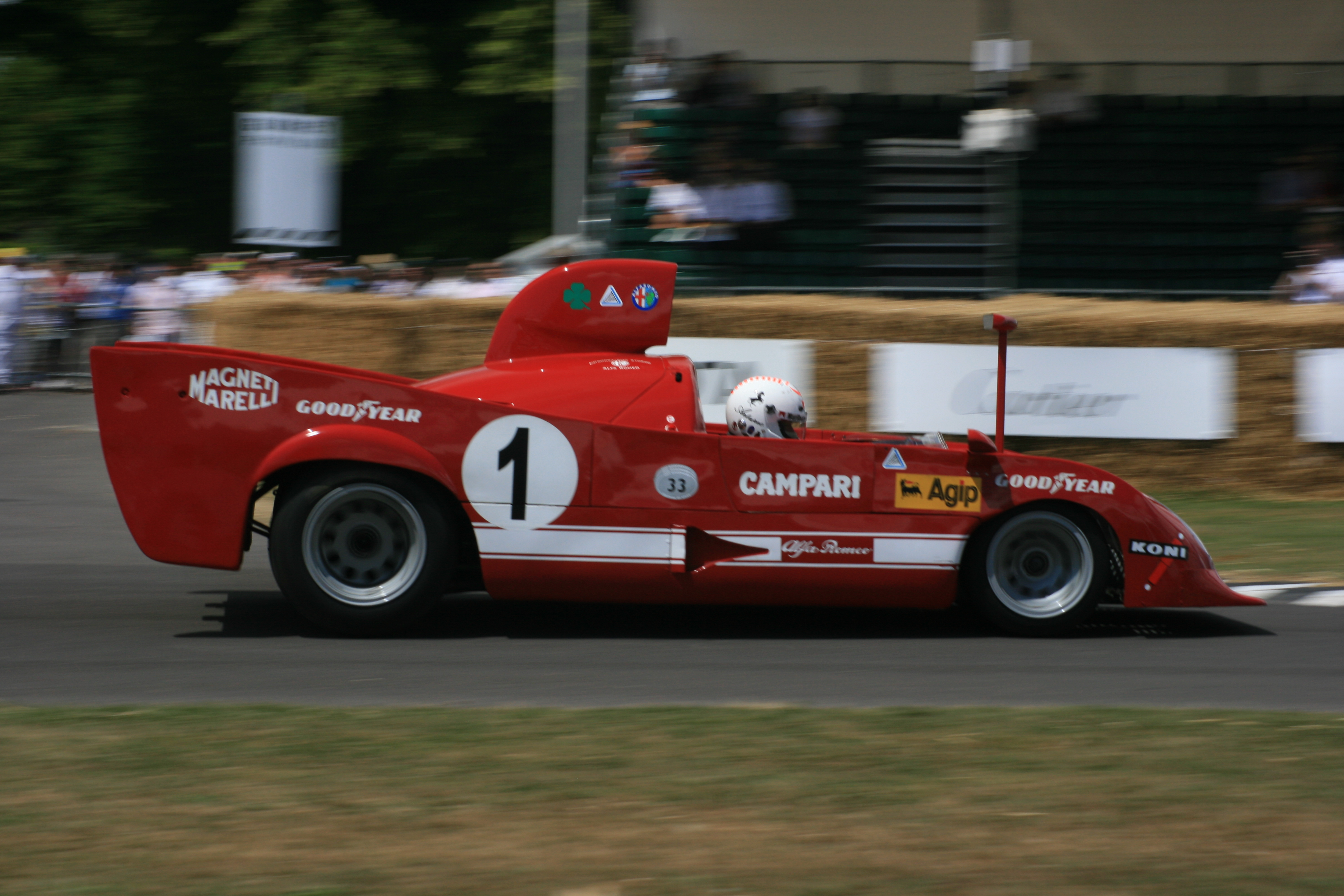
Alfa Romeo T33/TT/12

Das 13. 1000-km-Rennen von Monza, auch Tropheo Filippo Caracciolo, 1000 km di Monza, Autodromo Nazionale di Monza, fand am 25. April 1974 auf dem Autodromo Nazionale Monza statt und war der erste Wertungslauf der Sportwagen-Weltmeisterschaft dieses Jahres.

## Das Rennen
Mit dem Start der Sportwagen-Weltmeisterschaft 1974 begann eine neue Ära im Sportwagensport. Ende der Saison 1973 endete das fast zwei Jahrzehnte dauernde Engagement der Scuderia Ferrari in dieser Rennserie. Im Winter 1973/1974 stellte Enzo Ferrari erst eine weitere Teilnahme an der Weltmeisterschaft in Aussicht. Die Werksfahrer Niki Lauda und Clay Regazzoni testen in den Wintermonaten einige Male einen Ferrari 312PB-74 auf der firmeneigenen Teststrecke in Fiorano. Trotz ansprechender Ergebnisse blieben Rennstarts aus. Bei der Scuderia konzentrierte man sich noch vollständig auf die Rennen der Formel 1.
Im Gegensatz zu Ferrari verstärkte Alfa Romeo die Aktivitäten. Für das Rennen in Monza meldete Autodelta drei Einsatz- und einen Ersatzwagen. Unter den sechs Piloten befanden sich mit Arturo Merzario, Mario Andretti und Jacky Ickx drei ehemalige Ferrari-Werkspiloten. Die weiteren Piloten waren Rolf Stommelen, Carlo Facetti und Andrea de Adamich. Matra brachte zwei neue MS670 nach Italien. Den Wagen mit der Nummer 2 fuhren Henri Pescarolo und Gérard Larrousse. Zu Jean-Pierre Beltoise im Wagen mit der Nummer kam Jean-Pierre Jarier für den beim Training zu Großen Preis der USA 1973 tödlich verunglückten François Cevert ins Team. Sein Renndebüt gab der Gulf GR7, der von Derek Bell und Mike Hailwood gefahren wurde.
Das Rennen fand auf teilweise regennasser Bahn statt und endete mit einem Dreifachsieg von Alfa Romeo, nachdem beide Matra wegen technischer Defekte ausgefallen waren. Es siegten Arturo Merzario und Mario Andretti mit vier Runden Vorsprung auf die Teamkollegen Jacky Ickx und Rolf Stommelen.

## Der Unfall von Silvio Moser
Überschattet wurde das Rennen vom Unfall des Schweizers Silvio Moser. In der 144. Runde verlor Moser in der Ascari-Schikane die Herrschaft über einen 2-Liter-Lola T294 und prallte mit hohem Tempo gegen den in der Auslaufzone stehenden March 75S, den Gabriele Serblin nach einem Getriebeschaden dort geparkt hatte. Moser erlitt schwere Kopfverletzungen und kam mit einem Rettungswagen in das Ospedale Niguarda Ca’ Granda nach Mailand, wo er noch am Abend operiert wurde. Die Familie ließ ihn wenige Tage später in eine Klinik nach Locarno verlegen, wo weitere Operationen folgten. Silvio Moser starb 31 Tage nach dem Rennen am 26. Mai 1974 an den Folgen des Unfalls.

## Ergebnisse

### Schlussklassement
| 1                  | S 3.0    | 3  | Autodelta SpA          | Arturo Merzario Mario Andretti                              | Alfa Romeo T33/TT/12      | 174 |
| 2                  | S 3.0    | 4  | Autodelta SpA          | Jacky Ickx Rolf Stommelen                                   | Alfa Romeo T33/TT/12      | 170 |
| 3                  | S 3.0    | 6  | Autodelta SpA          | Carlo Facetti Andrea de Adamich                             | Alfa Romeo T33/TT/12      | 166 |
| 4                  | S 3.0    | 7  | Gulf Racing            | Derek Bell Mike Hailwood                                    | Mirage Gulf GR7           | 166 |
| 5                  | S 3.0    | 8  | Martini Racing Team    | Gijs van Lennep Herbert Müller                              | Porsche Carrera RSR Turbo | 165 |
| 6                  | S 3.0    | 9  | Jolly Club             | Pino Pica Giorgio Pianta                                    | Lola T282                 | 161 |
| 7                  | S 3.0    | 14 | Joest Racing           | Reinhold Joest Mario Casoni                                 | Porsche 908/03            | 161 |
| 8                  | S 3.0    | 12 | Automobiles Ligier     | Jacques Laffite Alain Serpaggi                              | Ligier JS2                | 157 |
| 9                  | GT 3.0   | 87 | Gelo Racing            | John Fitzpatrick Georg Loos Jürgen Neuhaus                  | Porsche Carrera RSR       | 150 |
| 10                 | S 2.0    | 52 | Peter Smith            | Paolo Monti Peter Smith                                     | Chevron B23               | 150 |
| 11                 | GT 3.0   | 95 | Samson Kremer Team     | Paul Keller Hans Heyer                                      | Porsche Carrera RSR       | 149 |
| 12                 | GT 3.0   | 86 | Gelo Racing            | Jürgen Neuhaus Franz Pesch                                  | Porsche Carrera RSR       | 147 |
| 13                 | GT 3.0   | 88 | Ennio Bonomelli        | Ennio Bonomelli Michael Keyser Giuseppe Schenetti           | Porsche Carrera RSR       | 146 |
| 14                 | GT 3.0   | 96 | Samson Kremer Team     | Willi Kauhsen Clemens Schickentanz                          | Porsche Carrera RSR       | 145 |
| 15                 | S 2.0    | 38 | Escuderia Montjuich    | Hervé LeGuellec Roger Heavens                               | Lola T294                 | 144 |
| 15                 | S 2.0    | 38 | Escuderia Montjuich    | Hervé LeGuellec Roger Heavens                               | Lola T294                 | 144 |
| 16                 | S 2.0    | 37 | Bretscher Racing       | Silvio Moser Antonio Nicodemi                               | Lola T294                 | 143 |
| 17                 | S 2.0    | 36 | Michel Dupont          | Paul Blancpain Michel Dupont                                | Chevron B26               | 143 |
| 18                 | GT 3.0   | 94 | Jolly Club             | Giovanni Borri Giorgio Schön                                | Porsche Carrera RSR       | 143 |
| 19                 | GT 3.0   | 92 | Sepp Greger            | Eberhard Sindel Sepp Greger                                 | Porsche Carrera RSR       | 140 |
| 20                 | S 1.6    | 59 | Monzeglio              | Luigi Pozzo Pier Giorgio Mussa                              | GRD S74                   | 132 |
| 21                 | S 2.0    | 33 | Monzeglio              | Laurent Ferrier Carlo Franchi                               | Chevron B23               | 129 |
| 22                 | S 1.3    | 62 | Eris Tondelli          | Eris Tondelli Achille Soria                                 | Chevron B26               | 129 |
| 23                 | S 2.0    | 22 | Mugello Corse          | Alberto Rosselli Nanni Galli                                | Abarth-Osella PA2         | 125 |
| Ausgefallen        |          |    |                        |                                                             |                           |     |
| 24                 | S 2.0    | 46 | Scuderia Brescia Corse | Giancarlo Gagliardi Vincenzo Cazzago                        | Lola T292                 | 67  |
| 25                 | S 1.0    | 1  | Equipe Gitanes         | Jean-Pierre Beltoise Jean-Pierre Jarier                     | Matra-Simca MS670C        | 65  |
| 26                 | S 3.0    | 11 | Automobiles Ligier     | Guy Chasseuil Michel Leclère                                | Ligier JS2                | 34  |
| 27                 | S 2.0    | 31 | Robin Smith            | Robin Smith John Blades                                     | Chevron B23               | 18  |
| 28                 | S 3.0    | 2  | Equipe Gitanes         | Henri Pescarolo Gérard Larrousse                            | Matra-Simca MS670C        | 12  |
| 29                 | S 2.0    | 24 | Jolly Club             | Manfred Mohr Martino Finotto                                | AMS 274                   | 7   |
| 30                 | S 3.0    | 15 | Joest Racing           | Roland Heiler Gerhard Schüler                               | Porsche 908/03            |     |
| 31                 | S 2.0    | 21 | Abarth-Osella          | Vittorio Brambilla Jean-Louis Lafosse                       | Abarth-Osella PA2         |     |
| 32                 | S 2.0    | 27 | Pasquale Anastasio     | Pasquale Anastasio Giovanni Boeris                          | Chevron B23               |     |
| 33                 | S 2.0    | 28 | Achille Marzi          | Achille Marzi Luigi Moreschi                                | Chevron B23               |     |
| 34                 | S 2.0    | 34 | Monzeglio              | Franco Pilone Renzo Zorzi                                   | GRD S73                   |     |
| 35                 | S 2.0    | 35 | Supercar               | Ray Fallo Max Cohen-Olivar                                  | Lola T294                 |     |
| 36                 | S 2.0    | 41 | Joest Racing           | Philipp Gantner Knut-Holger Lehmann                         | Lola T292                 |     |
| 37                 | S 2.0    | 45 | Scuderia S. Michele    | Giovanni Morelli Mauro Nesti                                | Lola T294                 |     |
| 38                 | S 2.0    | 51 | Trivellato             | Gabriele Serblin Paolo Bozzetto Mario Nardari               | March 74S                 |     |
| 39                 | S 1.6    | 58 | Roberto Filannino      | Roberto Filannino Giuseppe Piazzi                           | Dallara 1600              |     |
| Nicht gestartet    |          |    |                        |                                                             |                           |     |
| 40                 | S 1.3    | 63 | Gianfranco Palazzoli   | Gianfranco Palazzoli Duilio Truffo                          | Abarth-Osella 1300        | 1   |
| Nicht qualifiziert |          |    |                        |                                                             |                           |     |
| 41                 | S 3.0    | 5  | Autodelta SpA          | Rolf Stommelen Teodoro Zeccoli                              | Alfa Romeo T33/TT/12      | 2   |
| 42                 | S 2.0    | 25 | Jolly Club             | Luciano Verrocchio Massimo de Antoni                        | AMS 274                   | 3   |
| 43                 | S 2.0    | 32 | Ian Harrower           | Ian Harrower Nigel Clarkson                                 | Chevron B21               | 4   |
| 44                 | S 2.0    | 43 | Brescia Corse          | Franco Berruto Leandro Terra                                | Lola T290                 | 5   |
| 45                 | S 2.0    | 49 | Achille Voltolina      | Guido Gatto                                                 | March 74S                 | 6   |
| 46                 | S 1.6    | 56 | Marco Crosina          | Marco Crosina Ermanno Pettiti                               | Chevron B21               | 7   |
| 47                 | S 1.3    | 61 | Brescia Corse          | Sergio Rombolotti Tiziano Serattini                         | Ferrari                   | 8   |
| 48                 | GT + 3.0 | 81 | Blue                   | Marcello Gallo Mario Radicella                              | De Tomaso Pantera         | 9   |
| 49                 | GT + 3.0 | 82 | Herbert Müller         | Cox Kocher Ruedi Eggenberger                                | De Tomaso Pantera         | 10  |
| 50                 | GT 3.0   | 89 | Porsche Club Romand    | Bernard Chenevière Peter Zbinden                            | Porsche Carrera RSR       | 11  |
| 51                 | GT 3.0   | 91 | Porsche Club Romand    | Mario Ilotte Claude Haldi Juan Fernández Claude Ballot-Léna | Porsche Carrera RSR       | 12  |
| 52                 | GT 3.0   | 93 | Brescia Corse          | Giuseppe Tambone Gianfranco Trombetti                       | Porsche Carrera RSR       | 13  |

1 Unfall im Warm-up
2 nicht qualifiziert
3 nicht qualifiziert
4 nicht qualifiziert
5 nicht qualifiziert
6 nicht qualifiziert
7 nicht qualifiziert
8 nicht qualifiziert
9 nicht qualifiziert
10 nicht qualifiziert
11 nicht qualifiziert
12 nicht qualifiziert
13 nicht qualifiziert

### Nur in der Meldeliste
Hier finden sich Teams, Fahrer und Fahrzeuge, die ursprünglich für das Rennen gemeldet waren, aber aus den unterschiedlichsten Gründen daran nicht teilnahmen.
| Pos. | Klasse   | Nr. | Team                       | Fahrer                             | Chassis             |
| ---- | -------- | --- | -------------------------- | ---------------------------------- | ------------------- |
| 53   | S 3.0    | 16  | Francesco Torredemer       | Francesco Torredemer Jorge Pla     | Porsche 908/03      |
| 54   | S 3.0    | 18  | Eris Tondelli              | Peter Gethin Eris Tondelli         | Chevron B26         |
| 55   | S 2.0    | 23  | Luigi Peano                | Marco Crosina Luigi Peano          | Abarth-Osella PA1   |
| 56   | S 2.0    | 27  | Eris Tondelli              | Mauro Formento John Hine           | Chevron B26         |
| 57   | S 2.0    | 36  | Supercar                   | Domenico Giannotti „Dacus“         | Lola T294           |
| 58   | S 2.0    | 39  | Cosimo Turizio             | Cosimo Turizio Ciro Nappi          | Lola T294           |
| 59   | S 2.0    | 42  | Racing Organisation Course | Fred Stalder François Sérvanin     | Lola T292           |
| 60   | S 2.0    | 48  | Crowne Racing              | Chris Craft Martin Birrane         | Lola T294           |
| 61   | S 1.6    | 55  | Ledy Zampolli              | Ledy Zampolli Paolo Solinas        | Abarth-Osella PA2   |
| 62   | S 1.6    | 57  | Achille Soria              | Achille Soria Salvatore Pellegrino | Chevron B26         |
| 63   | GT + 3.0 | 83  | Jolly Club                 | Achille Soria Cristiano Del Balzo  | De Tomaso Pantera   |
| 64   | GT 3.0   | 85  | Vittorio Benvenuti         | Vittorio Benvenuti Antonio Runfola | Porsche Carrera RSR |

### Klassensieger
| Klasse   | Fahrer                  | Fahrer             | Fahrer         | Fahrzeug             | Platzierung im Gesamtklassement |
| -------- | ----------------------- | ------------------ | -------------- | -------------------- | ------------------------------- |
| S 3.0    | Arturo Merzario         | Mario Andretti     |                | Alfa Romeo T33/TT/12 | Gesamtsieg                      |
| S 2.0    | Paolo Monti             | Peter Smith        |                | Chevron B23          | Rang 10                         |
| S 1.6    | Luigi Pozzo             | Pier Giorgio Mussa |                | GRD S74              | Rang 20                         |
| S 1.3    | Eris Tondelli           | Achille Soria      |                | Chevron B26          | Rang 22                         |
| GT + 3.0 | kein Teilnehmer im Ziel |                    |                |                      |                                 |
| GT 3.0   | John Fitzpatrick        | Georg Loos         | Jürgen Neuhaus | Porsche Carrera RSR  | Rang 9                          |

### Renndaten
- Gemeldet: 64
- Gestartet: 39
- Gewertet: 23
- Rennklassen: 6
- Zuschauer: unbekannt
- Wetter am Renntag: Regen zu Beginn, später trocken
- Streckenlänge: 5,780 km
- Fahrzeit des Siegerteams: 4:45:57,400 Stunden
- Gesamtrunden des Siegerteams: 174
- Gesamtdistanz des Siegerteams: 1005,720 km
- Siegerschnitt: 211,022 km/h
- Pole Position: Arturo Merzario – Alfa Romeo T33/TT/12 (#3) – 1:28,260 = 234,583 km/h
- Schnellste Rennrunde: Derek Bell – Gulf GR7 (#7) – 1:31,300 = 227,908 km/h
- Rennserie: 1. Lauf zur Sportwagen-Weltmeisterschaft 1974